# Night Trap (computerspel)
Night Trap is een computerspel dat werd ontwikkeld door Digital Pictures. Het spel kwam in 1992 uit voor de Sega Mega-CD. Later volgde ook andere platforms. Het spel bevat bewegende beelden, die in drie weken tijd opgenomen zijn in 1987. 

## Plot
In Night Trap speelt de speler een agent van het SCAT (Sega Control Attack Team) en moet een groep jonge meisjes beschermen tegen de klauwen van vampiers. De speler kan acht kamers van het Lake House (begane grond, keuken, hal, woonkamer, badkamer, slaapkamer, gang boven, en oprit) met verborgen camera's observeren. De vampieren kunnen worden gevangen met vallen. Het spel wordt bestuurd met de game controller, toetsenbord of muis.

## Cast
- Dana Plato als Kelly
- J. Bill Jones als Simms
- Deke Anderson als Jason
- William Bertrand als Eddie
- Arthur Burghardt als Collins
- Suzy Cote als Sarah Martin
- Roy Eisenstein als Jim
- Christy Ford als Megan
- Blake Gibbons als Mike
- Joshua Godard als Danny
- Andras Jones als Jeff Martin
- Jon R. Kamel als Victor Martin
- Giovanni Lemm als Tony
- Tracy Matheson als Cindy
- Debra Parks als Lisa
- Allison Rhea als Ashley
- Molly Starr als Sheila Martin
- Heidi Von Brecht als Swanson

## Platforms
| Jaar | Platform           |
| ---- | ------------------ |
| 1992 | SEGA CD            |
| 1994 | 3DO, DOS, SEGA 32X |
| 1995 | Macintosh          |

## Ontvangst
Wegens het geweld in het spel, is het niet geschikt voor jonge kinderen. Het spel zorgde met andere spellen als Mortal Kombat, Lethal Enforcers en Doom dat computerspellen werden beoordeeld door de Entertainment Software Rating Board. Het tijdschrift Electronic Gaming Monthly beoordeelde het spel als 12e slechtste computerspel aller tijden. Game Informer riep het spel uit tot slechtste horrorspel van het jaar 2008.
| Beoordeeld door                     | Platform | Datum             | Score |
| ----------------------------------- | -------- | ----------------- | ----- |
| The Video Game Critic               | SEGA 32X | 1 oktober 2000    | 100%  |
| The Video Game Critic               | 3DO      | 18 februari 2002  | 91%   |
| Player One                          | SEGA CD  | maart 1994        | 86%   |
| GamePro (USA)                       | SEGA CD  | december 1992     | 80%   |
| Power Unlimited                     | SEGA CD  | september 1993    | 67%   |
| Digital Press - Classic Video Games | SEGA CD  | 10 december 2003  | 60%   |
| GamePro (USA)                       | 3DO      | maart 1994        | 50%   |
| All Game Guide                      | SEGA CD  | 1998              | 30%   |
| Digital Press - Classic Video Games | SEGA 32X | 25 september 2005 | 20%   |
| Defunct Games                       | SEGA CD  | 21 mei 2005       | 9%    |